# シャビ・キンティージャ
シャビ・キンティージャ（Xavi Quintillà）ことシャビエル・キンティージャ・グアッシュ（Xavier Quintillà Guasch、1996年8月23日 - ）は、スペイン・カタルーニャ州リェイダ県リェイダ出身のサッカー選手。ADアルコルコン所属。ポジションはディフェンダー。

## 経歴

### バルセロナ
カタルーニャ州のリェイダで生まれ、2009年にUEリェイダから名門バルセロナの下部組織へと移る。その後、順調にステップアップし、2015年7月にセグンダ・ディビシオンBへと降格したバルセロナBへと昇格した。
リザーブチームに昇格した一年目はリーグ戦8試合にしか出場できず、2016年8月26日、出場機会を得るためにリェイダ・エスポルティウへと期限付き移籍をした。

### ビジャレアル
2017年9月1日、ビジャレアルBへと移籍した。翌年9月1日、アルメリアとのコパ・デル・レイでトップチームデビューを果たし、2019年3月30日にはセルタとの試合で1部リーグデビューを飾った。
2020年8月18日、EFLチャンピオンシップのノリッジ・シティFCにレンタル移籍することが発表された。同年4月24日のQPRとのリーグ戦にて加入後初ゴールをあげ、このシーズンにノリッジはチャンピオンシップ優勝を果たし、プレミアリーグ復帰を叶えた。
2021年7月10日、買取オプション付きの契約でセグンダ・ディビシオンのCDレガネスに2021-22シーズンの間はレンタル移籍することが決まった。

### サンタ・クララ
2022年7月4日、CDサンタ・クララに移籍した。

### アルコルコン
2023年8月11日、ADアルコルコンに移籍した。